# (1424) Sundmania
(1424) Sundmania est un astéroïde de la ceinture principale.

## Description
(1424) Sundmania est un astéroïde de la ceinture principale. Il fut découvert le 9 janvier 1937 à Turku par Yrjö Väisälä. Il présente une orbite caractérisée par un demi-grand axe de 3,19 UA, une excentricité de 0,06 et une inclinaison de 9,2° par rapport à l'écliptique.

## Compléments